# Ouèdèmè-Pédah
Ouèdèmè-Pédah è un arrondissement del Benin situato nella città di Comè (dipartimento di Mono) con 6.917 abitanti (dato 2006).